# Сатерн, Кит
Кит Уи́льям Са́терн (англ. Keith William Southern; 24 апреля 1981 года, Гейтсхед, Англия) — английский футболист, выступавший на позиции центрального полузащитника. Наиболее известен по выступлениям за «Блэкпул».

## Карьера

### «Эвертон» и аренда в «Блэкпуле»
Сатерн родился в Гейтсхеде в 1981 году. Его первым клубом стал ливерпульский «Эвертон», за молодежную и резервную команды которого он выступал вплоть до 2002 года. В течение сезона 2001—2002 он даже был капитаном команды дублеров. 6 августа 2002 приняв участие в двух товарищеских матчах за основной состав, против «Шрусбери Таун» и «Рексема», Кит переходит в «Блэкпул» на правах аренды. Спустя четыре дня, выходит на поле в матче против «Бристоль Сити». Свой первый гол Сатерн забивает 7 сентября, в матче против «Транмир Роверс», а его команда побеждает 3-0.
В течение своей трехмесячной аренды Сатерн принял участие в 16 матчах и забил 1 гол. «Блэкпул» попытался продлить аренду до конца сезона, но «Эвертон» настаивал на подписании постоянного контракта.

### «Блэкпул»
8 ноября 2002 года, Сатерн подписал контракт с «приморцами», на 2,5 года. 22 марта 2003 года в матче против «Стокпорт Каунти», Кит получает травму, которая оставляет его без игры до конца сезона. В апреле, он переносит операцию на правом колене. В конце сезона, Сатерн вместе со своим одноклубником Мартином Баллоком, получают звание Игрок Года, по версии «Блэкпульской Газеты». 13 сентября он возвращается на поле, выходя на замену в матче против «Борнмута». В матче Кубка Англии против «Стокпорт Каунти», во втором тайме у Сатерна происходит рецидив ранее полученной травмы колена. На поле Кит теперь появляется теперь только в новом году, 31 января, он отыграл полчаса в ничейном матче против «Суиндон Таун», 2-2.
21 марта 2004 года, на стадионе Миллениум, «Блэкпул» выигрывает Кубок Лиги, но Сатерн на поле не появляется, из-за конфликта с тренером команды Стивом МакМахон, который ставит в основу вместо Кита, своего сына Стефана.

«Тренер начал игнорировать меня, после того, как я не смог принять участие в нескольких тренировках перед финалом кубка. Причиной моего отсутствия — это смерть бабушки. Я был на похоронах. После этого он перестал меня замечать и я потерял место в основном составе команды. Этот факт вызвал недоумение не только у меня, но и у остальных ребят. Естественно, когда он объявил, о том, что покидает клуб, я был в восторге.»
сказал Сатерн в интервью официальному сайту клуба, после того, как в мае МакМахон покинул «Блэкпул»:
Летом того же года, на тренировке перед товарищеским матчем, Сатерн вновь травмирует колено. После операции и периода восстановления, он появляется на поле только 2 ноября, в победном матче против «Хаддерсфилд Таун», 6-3.
После того, как в сезоне 2004—2005, Кит становится настоящим бомбардиром команды, забивая 7 голов. В том числе оба гола в победном матче против «Брентфорда», 2-1, клуб продлевает с ним контракт ещё на два года.
21 апреля 2007 года в конце матча против «Челтнем Таун», Сатерн забивает победный гол, который позволяет «приморцам» попасть в зону плей-офф Чемпионшипа, сезона 2006—2007. 28 апреля 2007 года, Ассоциация Профессиональных Футболистов, признает Кита, игроком года в Чемпионшипе, путём онлайн голосования футболистов.
Под руководством Саймона Грейсона, Сатерн забивает в ответном матче плей-офф полуфинала, против «Олдем Атлетик», 3-1. В поединке против «Йовил Таун», 2-0, достается «Блэкпулe», только благодаря надежной игре Кита в обороне.
1 декабря, Сатерн травмирует лодыжку, в победной игре против «Куинз Парк Рейнджерс». В конце того же месяца, ему делают операцию. Восстановление занимает два месяца. Кит вновь выходит на поле, 12 февраля 2008 года, в поединке против «Вулверхэмптон Уондерерс», 0-0. 6 апреля 2009 года, клуб снова, на два года, продлевает контракт с защитником. В первом домашнем матче сезона 2009—2010, против «Кардифф Сити», Сатерн проводит свою двухсотую игру в стартовом составе за «оранжевых». В своем трехсотом матч за «Блэкпул», 23 января 2010 года, Кит отмечается голом в ворота «Уотфорда», 3-2. 22 мая 2010 года, Сатерна признают лучшим игроком матча, за выход в Премьер-лигу, против «Кардифф Сити», 3-2.
После очередного рецидива травмы колена, Кит превращается в игрока замены. Свой первый матч за основу, в Премьер-лиге, Сатерн проводит 6 ноября, против своего бывшего клуба, «Эвертон».
В течение первой половины сезона 2011—2012, Сатерну был поставлен диагноз рак яичек, но, несмотря на это, продолжал выступать за клуб. Через два месяца, после операции, Кит возвращается на поле в ранге капитана команды, однако после часа игры вынужден был покинуть поле из-за серьёзной раны ноги.
Летом 2012 года Сатерн перешёл в «Хаддерсфилд Таун». 17 августа в матче против «Кардифф Сити» он дебютировал за новую команду. 22 декабря в поединке против «Кристал Пэлас» Кит забил свой первый гол за клуб.